# Незавршене приче
Незавршене приче (пун наслов: Незавршене приче о Нуменору и Средњој земљи) је збирка есеја о Средњој земљи које је написао Џ. Р. Р. Толкин. Књига је објављена 1980. године, седам година после Толкинове смрти. Уредник и приређивач био је његов син Кристофер. Како јој име каже, књига садржи есеје који никада нису у потпуности довршени, али су битни за разумевање сложене историје Средње земље и неких догађаја описаних у Силмарилиону, Хобиту и Господару прстенова.